# Saint-Aignan (Gironda)
Saint-Aignan é uma comuna francesa na região administrativa da Nova Aquitânia, no departamento da Gironda. Estende-se por uma área de 2,76 km². Em 2010 a comuna tinha 209 habitantes (densidade: 75,7 hab./km²).